# Société nippo-américaine du Grand Philadephie
La Société nippo-américaine du Grand Philadephie, créée en 1994, est une association sans but lucratif des particuliers, des entreprises et des organisations de la région du Grand Philadelphie. Son objectif est de favoriser la compréhension, l'appréciation et la coopération entre les peuples du Japon et des États-Unis en offrant des possibilités pour les membres des deux communautés de se connecter dans les domaines culturel, social, éducatif, politique et des affaires. À cette fin, la programmation établie par la Société nippo-américaine du Grand Philadephie inclut le festival annuel des cerisiers en fleurs Subaru, le Dialogue annuel Philadelphie-Japon en sciences de la santé, et le Club bihebdomadaire de conversation en japonais.
Elle fait partie de l'Association nationale des sociétés nippo-américaines, un réseau américain national sans but lucratif voué à l'éducation publique concernant le Japon composé d'environ 40 organisations indépendantes associées au Japon situées dans 32 villes à travers les États-Unis.